# Gustaaf Joos
Gustaaf kardinál Joos (5. července 1923 Sint-Niklaas – 2. listopadu 2004 Landskouter) byl belgický římskokatolický kněz, odborník na kanonické právo, kardinál.

## Biografie
Duchovní povolání si zvolili i jeho tři bratři, jeden z nich byl misionářem v Japonsku. Kněžské svěcení přijal 28. dubna 1946. Studoval poté na Papežské univerzitě Gregoriana v Římě, kde v roce 1949 obhájil doktorát z kanonického práva (jeho spolužákem byl Karol Wojtyla). Od prosince 1949 působil v Beverenu, od roku 1951 přednášel na církevních školách v Aalstu a Gentu. Stal se kanovníkem katedrální kapituly v Gentu. Od roku 1970 byl v této diecézi vikářem. Od roku 1994 působil jako soudce mezidiecézního tribunálu katolické církve v Belgii.
Papež Jan Pavel II. ho povýšil při konzistoři v říjnu 2003 do kardinálské hodnosti. Ve chvíli nominace už měl více než 80 let a nemohl se tak účastnit konkláve. Už po kardinálské nominaci se stal rovněž titulárním arcibiskupem, biskupské svěcení přijal 11. října 2003.